# Lubosiel
Lubosiel – struga na Równinie Gryfickiej, w woj. zachodniopomorskim, w powiecie gryfickim; prawobrzeżny dopływ rzeki Regi.
Struga bierze źródło pomiędzy wsiami Tąpadły i Przybiernowo płynąc na północ, następnie na obszarze między wsiami Bielikowo i Pruszcz zmienia bieg na zachód i wpada do Regi.
W strudze w okresie jesiennym na odcinkach ze żwirowo-kamienistym dnie trocie i łososie odbywają tarło.
Nazwę Lubosiel wprowadzono urzędowo w 1949 roku, zastępując poprzednią niemiecką nazwę Lubüssel. Została wtedy określona jako rzeka, jednak w 2006 roku Komisja Nazw Miejscowości i Obiektów Fizjograficznych określiła ją jako strugę.